# Сува, Иоанн Эйдзиро
Иоанн Эйдзиро Сува (яп. ヨハネ諏訪榮治郎 ёханэ сува эйдзиро:); род. 8 июля 1947, Кобе, Япония) — японский прелат. Епископ Такамацу с 25 марта 2011 по 26 сентября 2022.

## Биография
Иоанн Эйдзиро Сувва изучал философию в католическом университете Рокко и богословие в токийской семинарии. 26 ноября 2011 года был рукоположен в священника, после чего служил викарием в различных приходах архиепархии Осаки. C 1986 по 1988 год был ректором начальной семинарии в Осаке.
25 марта 2011 года Римский папа Бенедикт XVI назначил Иоанна Эйдзиро Суву епископом Такамацу. 19 июня 2011 года состоялось рукоположение Иоанна Эйдзиро Сувы в епископа, которое совершил архиепископ Осаки Лев Дзюн Икэнага в сослужении с апостольским нунцием в Японии и титулярным архиепископом Опитергиума Альбертом Баттари де Кастелло и епископом Такамацу Франциском Ксаверием Осаму Мидзобэ.